# Alfonso de Portugal, II conde de Vimioso
Alfonso de Portugal  (Lisboa, 1519 – Marruecos, 1579) fue un noble de Portugal, el segundo conde de Vimioso.
Miembro de la más alta nobleza portuguesa, emparentado a la casa real, fue señor de las villas de Aguiar, Vimioso y Vimieiro, alcaide mayor de esta última villa, comendador y alcaide mayor de Tomar, de Pias y de otras localidades. Por su boda con Luisa de Gusmão, hija de Francisco de Gusmão, señor de la capitanía de Machico, fue capitán del donatario de la capitanía de Machico, en la isla de Madeira.

## Reinado de Juan III de Portugal
Alfonso era hijo de Francisco de Portugal, I conde de Vimioso, y su segunda esposa, Juana de Vilhena de Melo-Portugal. Siguió la carrera de las armas, dedicándose también a las bellas artes, con distinción, especialmente en el estudio de la lengua latina.
A los 16 años alcanzó licencia de Juan III el Piadoso para, con otros hidalgos, acompañar al infante Luis. Este partía secretamente para la expedición de Túnez, donde el emperador Carlos V intentaba tomar por asalto el castillo de Goleta, lo que consiguió, a pesar de la tenaz resistencia. Carlos V recibió con atenciones y, reconociendo los merecimientos de su casa, distinguió con la especial demostración de mandar entrar en su consejo de guerra; quiso que se instruya olvidando los votos de tantos hombres ya bien experimentados en la vida militar.
A los 25 años, el rey portugués lo envió su consejo, en una carta muy honrosa, escrita en Almeirim el 11 de febrero de 1544. Alfonso estaba destinado por el monarca a casar con la hija del duque Jaime I de Braganza, cuando, impulsado por ardiente pasión, contrajo matrimonio en 1549 con Luísa de Gusmão, dama de la infanta María, hija y heredera de Francisco de Gusmão, mayordomo mayor de la misma infanta. 
La reina de Francia Leonor de Austria, madre de la infanta María, hace merced a Luísa, en muy honroso, de 2.000 cruzados para el matrimonio, celebrado en Puisi a 18 de julio de 1547. El contrato de casamiento causó sinsabor a Francisco de Paula de Portugal y Castro, por abandonar la alianza con los duques de Braganza, familia más honrosa e ilustre. 
En 1549, muerto el primer conde de Vimioso, Alfonso sucedió en toda la casa paterna y en el título, como segundo conde de Vimioso, cuyo escudo de armas es el antiguo de la Casa de Braganza y de los condes de Vimieiro. El rey lo nombró veedor de la hacienda, cargo que había quedado vacante por muerte de su padre, cuya sucesión ya le estaba prometida.
En 1557, Juan III determinó que su hermana, la infanta María, pasase a España a encontrarse con su madre, reina de Francia, y nombró al conde de Vimioso para acompañarla. Todo estaba preparado con todo el fasto que pedía una jornada tan especial cuando la partida se detuvo trastornada por el fallecimiento de Juan III en junio. Sebastián lo sucedió en el trono y Vimioso asistió al auto de su aclamación.

## Regencia de Catalina de Austria
Meses después, la regente Catalina de Austria decidió nombrarlo para acompañar a la infanta en la jornada en visita a su madre. El conde se excusó, alegando no estar en esa ocasión habilitado a hacer nuevas dispensas en una jornada tan grandiosa, en tan poco tiempo. Pocos meses antes, en los preparativos para la jornada que se frustrara, se verá obligado a empeñar a su casa, de que no recibiera remuneración. 
La reina mandó pasar una indemnización por Juan de Lencastre, duque de Aveiro y por el secretario Pedro de Alcáçova, ofreciéndole el título con diversas mercedes para su hijo, entre ellas las vilas de Vimioso y de Aguiar, de juro y heredad, con las alcaldías mayores de Tomar y Terena, con la cláusula de largar el cargo de veedor de la Hacienda - lo que el conde no aceptó.

## Reinado de Sebastián I de Portugal
En 1578, cuando el monarca resolvió su segunda y tan desastrosa jornada en África, fue acompañado por el conde de Vimioso, y por tres hijos suyos: Francisco de Portugal, sucesor de su casa, Luis y Manuel de Portugal. Todos estuvieron presentes en la batalla de Alcázarquivir, como resultado de la cual Alfonso cayó prisionero, muriendo en una cárcel en Marruecos.

## Descendencia
De su matrimonio en 1549 con Luísa de Gusmão, tuvo:
- Francisco (1550 - muerto en las Azores), conde de Vimioso con el nombre de Francisco II;
- Álvaro (¿? - m. 1582 en Nápoles);
- Juan (¿? - 1639), obispo de Viseo;
- Manuel (¿? - m. 1578 en Alcázarquivir);
- Nuno Álvares(¿? - m. después de 1625), casado con Juana de Portugal, señora de Val de Palma.

| Predecesor: Francisco I | Conde de Vimioso 1549 - 1579 | Sucesor: Francisco II |

- Datos: Q8195245